# Deltocephalus triinfulatus
Deltocephalus triinfulatus är en insektsart som beskrevs av Gustav Breddin 1897. Deltocephalus triinfulatus ingår i släktet Deltocephalus och familjen dvärgstritar. Inga underarter finns listade i Catalogue of Life.